# Isaev (Mondkrater)
Isaev ist ein Einschlagkrater auf der Rückseite des Mondes und kann deshalb von der Erde aus nicht direkt beobachtet werden. Er liegt im nordwestlichen Bereich innerhalb des Kraters Gagarin, von dem er zur Gänze umschlossen wird. Der nordwestliche Außenrand von Isaev berührt die Innenwand von Gagarin.
Obwohl Isaev jünger ist als Gagarin, weist er doch starke Erosionsspuren auf. Der südliche Kraterrand wird von dem kleineren Satellitenkrater 'Isaev N' durchbrochen. Der gesamte Kraterrand und die Innenwände sind durch kleine Kraterchen zernarbt. Entlang der westlichen Innenwand bildet eine kurze Kette solcher Kraterchen eine Furche. Der Kraterboden weist einen großen dreilappigen Fleck aus Material mit einer niedrigen Albedo auf. Diese dunklen Stellen auf dem Mond werden typischerweise durch basaltische Lavaströme verursacht.
| Buchstabe | Position            | Durchmesser | Link |
| --------- | ------------------- | ----------- | ---- |
| N         | 18,79° S, 147,46° O | 25 km       |      |